# Bulbophyllum vaginatum
Bulbophyllum vaginatum  (лат.) — вид цветковых растений из семейства Орхидные (Orchidaceae). Эпифит, произрастающий в Малайзии, Таиланде и Индонезии. Вид был впервые описан в 1830 году.